# Vulfranno di Sens
Vulfranno (metà del VII secolo – circa 700/702) è stato vescovo di Sens sul finire del VII secolo, venerato come santo dalla Chiesa cattolica.

## Biografia
Secondo i più cataloghi episcopali, Vulfranno fu il 27º vescovo dell'arcidiocesi di Sens. Di questo santo esistono diverse fonti: una Vita Wulfranni prima e una Vita Wulfranni secunda, composte prima del 756, che però sono giunte fino a noi con interpolazioni successive, che tendono ad equiparare Vulfranno con san Villibrordo, l'apostolo della Frisia; le Gesta Fontanellensium abbatum, composte a partire dall'883; e la Translatio Sancti Wulfranni. Questi testi riportano molte informazioni sulla vita di san Vulfranno, ma i dati cronologici sono spesso incerti e anacronistici.
Vulfranno nacque alla metà del VII secolo. Il padre, Vulberto, lo indirizzò verso gli studi religiosi e al sacerdozio. In seguito divenne membro della corte dei re Clotario III e Teodorico III. Fu quest'ultimo a sceglierlo come arcivescovo di Sens, nomina avvenuta dopo il 683, anno in cui è ancora documentato il suo predecessore Lamberto. Non si conosce quasi nulla del suo periodo durante l'episcopato di Sens. In un'epoca anteriore al 691, lasciò la diocesi per l'abbazia di Fontenelle e da qui si recò in Frisia come missionario. Secondo la tradizione avrebbe convertito al cristianesimo il re Radbodo, ma su questa informazione non ci sono dati storici sicuri. Dopo alcuni anni, ritornò a Fontenelle e dette le dimissioni da arcivescovo di Sens, di certo prima del 696/697, epoca in cui risulta sedere su quella cattedra episcopale il suo successore Girico.
Vulfranno morì in una data non nota. Il 31 marzo 704, secondo le Gesta Fontanellensium abbatum, i suoi resti furono oggetto di una traslazione, per cui la sua morte è antecedente a questa data, presumibilmente avvenuta tra il 700 e il 702.
L'odierno Martirologio Romano, riformato a norma dei decreti del Concilio Vaticano II, ricorda il santo vescovo alla data del 20 marzo con queste parole: